# Stationsstraat (Deurne)
De Stationsstraat is een belangrijke ontsluitingsweg van het centrum en was tot 2006 de voornaamste winkelstraat in het Nederlandse dorp Deurne.

## Situering
De Stationsstraat begint bij de Markt en eindigt bij de spoorlijn Eindhoven-Venlo, waar de naam verandert in Vlierdenseweg. Deze weg loopt verder naar Vlierden en Ommel. Acht panden in de straat zijn beschermd als rijks- of gemeentelijk monument.

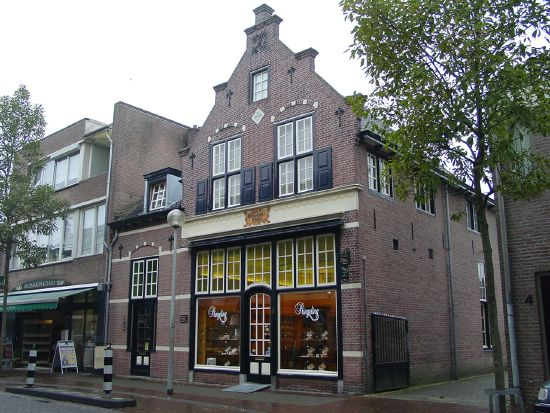
Het pand met trapgevel Stationsstraat 4a (omgenummerd, was voorheen Stationsstraat 6) is in 1910 gebouwd en is een rijksmonument

## Historie
In de 19e eeuw was de Stationsstraat tussen Markt en Lagekerk nog slechts een zandpad met nauwelijks bebouwing. Het westelijke deel, tussen Lagekerk en spoorlijn, was al wel de ontsluitingsweg van het dorp richting Vlierden.
Dit westelijke deel had na de aanleg van de spoorlijn de naam Spoorstraat gekregen. Aan de weg lagen omstreeks 1900 onder meer het hotel Van Baars en de strohulzenfabriek van Johannes H. Lohe (1858-1930). Tevens vonden we hier onder meer de voormalige rooms-katholieke pastorie Landzicht, het herenhuis Wilbertshove en de Boerenbond. Het aantal middenstanders en notabelen groeide na 1900 verder; onder meer Hendrik Wiegersma, Hub van Doorne, Jan Hanlo en Johannes Casper van Beek woonden in deze straat, maar ook vonden hier de Rabobank en de Deurnese bibliotheek hun eerste vestigingslocatie.
Het oostelijke deel ontwikkelde zich na 1900 van een pad met enkele herenhuizen, zoals Rozenberg en Petersburg tot straat waar zich middenstanders vestigden. Winkelpanden uit deze periode van transformatie zijn bewaard gebleven op de nummers 4a-6 en 40, respectievelijk een rijks- en gemeentelijk monument. Na de Tweede Wereldoorlog werd de winkelfunctie steeds belangrijker. Petersburg werd gesloopt en vervangen door een rij van vijf woon-winkelpanden, het eerste bouwproject van winkelpanden op deze schaal in Deurne en in de lokale media wel aangeduid als de Kalverstraat van Deurne. Deze tendens zette zich jarenlang voort, waardoor de Stationsstraat decennialang de voornaamste winkelstraat van Deurne was.
Door de komst van het nieuwe winkelcentrum Wolfsberg (winkelcentrum) raakte de Stationsstraat zijn belangrijkste functie als winkelstraat kwijt en heeft anno 2014 behoorlijk te kampen met leegstand.